# Хоакін Пейро
Хоакін Пейро Лукас (ісп. Joaquín Peiró Lucas; 29 січня 1936, Мадрид, Іспанія — 18 березня 2020, там само) — іспанський футболіст, що грав на позиції нападника. По завершенні ігрової кар'єри — тренер.
Виступав, зокрема, за клуб «Атлетіко», а також національну збірну Іспанії.
Дворазовий володар Кубка Іспанії. Дворазовий чемпіон Італії. Володар Кубка Італії. Володар Кубка Кубків УЄФА. Володар Кубка чемпіонів УЄФА. Дворазовий володар Міжконтинентального кубка. Володар Кубка Інтертото (як тренер).

## Клубна кар'єра
У дорослому футболі дебютував 1954 року виступами за команду клубу «Реал Мурсія», в якій провів один сезон, взявши участь у 22 матчах чемпіонату.

Хоакін Пейро під час виступів за «Інтернаціонале» у сезоні 1964/65.

Своєю грою за цю команду привернув увагу представників тренерського штабу клубу «Атлетіко», до складу якого приєднався 1955 року. Відіграв за мадридський клуб наступні сім сезонів своєї ігрової кар'єри. Більшість часу, проведеного у складі «Атлетіко», був основним гравцем атакувальної ланки команди. За цей час виборов титул володаря Кубка Кубків УЄФА.
Згодом з 1962 по 1970 рік грав у складі команд клубів «Торіно», «Інтернаціонале» та «Рома». Протягом цих років додав до переліку своїх трофеїв два титули чемпіона Італії, ставав володарем Кубка Італії, володарем Кубка чемпіонів УЄФА, володарем Міжконтинентального кубка (двічі).
Завершив професійну ігрову кар'єру у клубі «Атлетіко», у складі якого вже виступав раніше. Прийшов до команди 1970 року, захищав її кольори до припинення виступів на професійному рівні у 1971.

## Виступи за збірну
1956 року дебютував в офіційних матчах у складі національної збірної Іспанії. Протягом кар'єри у національній команді, яка тривала 11 років, провів у формі головної команди країни 12 матчів, забивши 5 голів.
У складі збірної був учасником двох чемпіонатів світу: 1962 року в Чилі і 1966 року в Англії.

## Кар'єра тренера
Розпочав тренерську кар'єру, повернувшись до футболу після тривалої перерви, 1987 року, очоливши тренерський штаб клубу «Гранада». 1989 року став головним тренером команди «Атлетіко», тренував мадридський клуб один рік.
Згодом протягом 1998—2003 років очолював тренерський штаб клубу «Малага». Протягом тренерської кар'єри також очолював команди клубів «Фігерас» та «Реал Мурсія».
Останнім місцем тренерської роботи був клуб «Реал Мурсія», головним тренером команди якого Хоакін Пейро був з 2003 по 2004 рік.

## Статистика
Статистика клубних виступів:
| Турнір                   | «Мурсія» | «Мурсія» | «Атлетіко» | «Атлетіко» | «Торіно» | «Торіно» | «Інтер» | «Інтер» | «Рома» | «Рома» | Всього | Всього |
| Турнір                   | І        | Г        | І          | Г          | І        | Г        | І       | Г       | І      | Г      | І      | Г      |
| ------------------------ | -------- | -------- | ---------- | ---------- | -------- | -------- | ------- | ------- | ------ | ------ | ------ | ------ |
| Міжконтинентальний кубок | —        | —        | —          | —          | —        | —        | 4       | 1       | —      | —      | 4      | 1      |
| Кубок чемпіонів          | —        | —        | 10         | 6          | —        | —        | 13      | 6       | —      | —      | 23     | 12     |
| Кубок ярмарків           | —        | —        | 9          | 6          | —        | —        | —       | —       | 9      | 1      | 18     | 7      |
| Чемпіонат Іспанії        | —        | —        | 166        | 93         | —        | —        | —       | —       | —      | —      | 166    | 93     |
| Кубок Іспанії            | 2        | 0        | 34         | 20         | —        | —        | —       | —       | —      | —      | 36     | 20     |
| Чемпіонат Іспанії (Д-2)  | 22       | 15       | —          | —          | —        | —        | —       | —       | —      | —      | 22     | 15     |
| Чемпіонат Італії         | —        | —        | —          | —          | 46       | 10       | 25      | 8       | 103    | 21     | 174    | 39     |
| Кубок Італії             | —        | —        | —          | —          | 8        | 5        |         |         | 17     | 7      | 25     | 12     |
| Кубок Мітропи            | —        | —        | —          | —          | 2        | 3        | —       | —       | 2      | 0      | 4      | 3      |
| Англо-італійський кубок  | —        | —        | —          | —          | —        | —        | —       | —       | 2      | 0      | 2      | 0      |
| Всього                   | 24       | 15       | 219        | 125        | 56       | 18       | 42      | 15      | 133    | 29     | 474    | 202    |

У збірній:
| Дата      | Місто          | Господарі  | Результат | Гості     | Турнір             | Голи | Примітки |
| --------- | -------------- | ---------- | --------- | --------- | ------------------ | ---- | -------- |
| 3-6-1956  | Лісабон        | Португалія | 3 – 1     | Іспанія   | товариський матч   | 1    |          |
| 15-5-1960 | Мадрид         | Іспанія    | 3 – 0     | Англія    | товариський матч   | 1    |          |
| 10-7-1960 | Ліма           | Перу       | 1 – 3     | Іспанія   | товариський матч   | -    |          |
| 17-7-1960 | Сантьяго       | Чилі       | 1 – 4     | Іспанія   | товариський матч   | 1    |          |
| 24-7-1960 | Буенос-Айрес   | Аргентина  | 2 – 0     | Іспанія   | товариський матч   | -    |          |
| 18-5-1961 | Мадрид         | Іспанія    | 1 – 1     | Уельс     | Відбір до ЧС 1962  | 1    |          |
| 11-6-1961 | Севілья        | Іспанія    | 2 – 0     | Аргентина | товариський матч   | -    |          |
| 3-6-1962  | Вінья-дель-Мар | Мексика    | 0 – 1     | Іспанія   | ЧС 1962 - 1-й етап | 1    |          |
| 6-6-1962  | Вінья-дель-Мар | Бразилія   | 2 – 1     | Іспанія   | ЧС 1962 - 1-й етап | -    |          |
| 23-6-1966 | Ла-Корунья     | Іспанія    | 2 – 0     | Уругвай   | товариський матч   | -    |          |
| 13-7-1966 | Бірмінгем      | Аргентина  | 2 – 1     | Іспанія   | ЧС 1966 - 1-й етап | -    |          |
| 15-7-1966 | Шеффілд        | Швейцарія  | 1 – 2     | Іспанія   | ЧС 1966 - 1-й етап | -    |          |
| Усього    |                | Матчів     | 12        |           | Голів              | 5    |          |

## Досягнення

### Як гравця
- Володар Кубка Іспанії:

«Атлетіко»: 1959–1960, 1960–1961
- Чемпіон Італії:

«Інтернаціонале»: 1964–1965, 1965–1966
- Володар Кубка Італії:

«Рома»: 1968–1969
- Володар Кубка Кубків УЄФА:

«Атлетіко»: 1961–1962
- Володар Кубка чемпіонів УЄФА:

«Інтернаціонале»: 1964–1965
- Володар Міжконтинентального кубка:

«Інтернаціонале»: 1964, 1965

### Як тренера
- Володар Кубка Інтертото:

«Малага»: 2002

### Особисті
- Найкращий бомбардир Кубка Італії:

1963–1964 (4)